# Guyanische Badmintonmeisterschaft 1987
Die Guyanische Badmintonmeisterschaft 1987 fand von 15. bis zum 18. Juli 1987 statt.

## Sieger und Finalisten
| Disziplin    | Gold                            | Silber                             |
| ------------ | ------------------------------- | ---------------------------------- |
| Herreneinzel | Sean Barnwell                   | Jolyon Williams                    |
| Dameneinzel  | Camille Dutchin                 | Simone Cheong                      |
| Herrendoppel | Michael Plummer Jolyon Williams | Williams Fanfair Gowkaran Ramdhani |
| Damendoppel  | Simone Cheong Camille Dutchin   | Koreen Thomas Sinika Wahab         |
| Mixed        | Sean Barnwell Camille Dutchin   | Peter Peroune Sinika Wahab         |